# Jakob von Lichtenberg
Jakob von Lichtenberg (* 25. Mai 1416 Burg Lichtenberg im Elsass; † 5. Januar 1480, Ingwiller, vereinzelt auch Jakob im Bart, französisch Jacques le Barbu) war Vogt der Stadt Straßburg und der letzte männliche Vertreter des Hauses Lichtenberg. Bekanntheit erlangte Jakob durch sein ungewöhnliches Leben und die Verbindung zu Bärbel von Ottenheim.

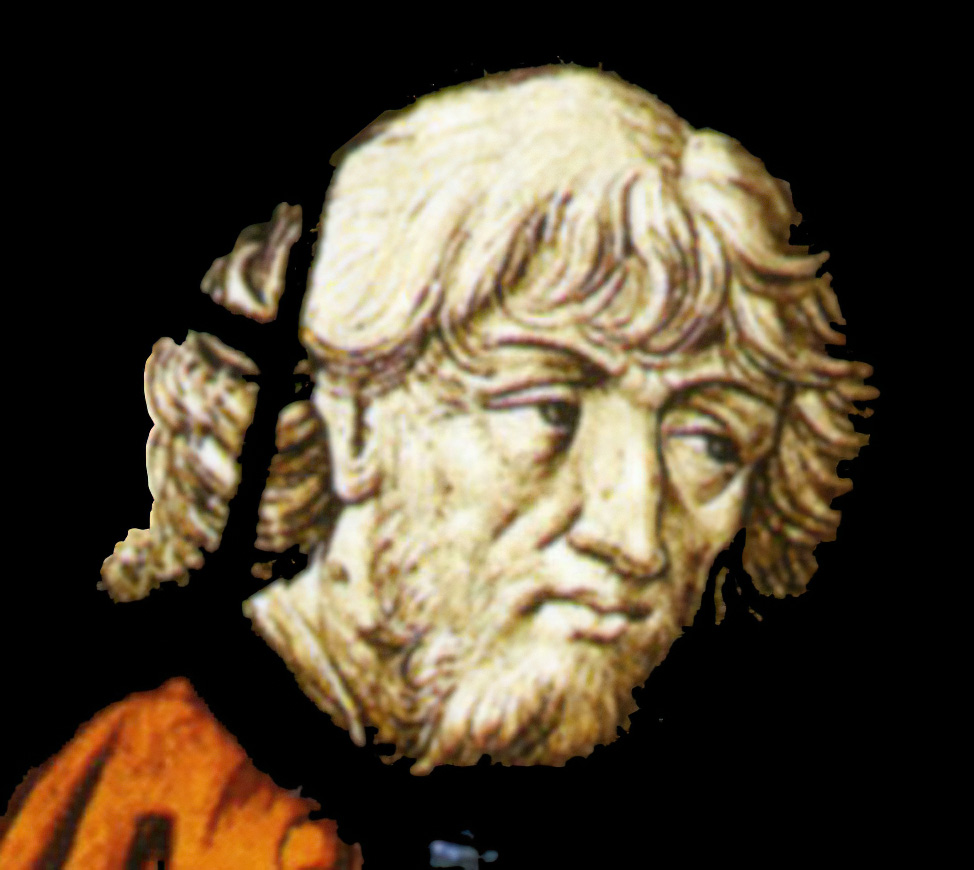
Jakob von Lichtenberg auf einem Buntglasfenster der Adelphus-Kirche in Neuweiler im Elsass

## Familie
Jakob von Lichtenberg wurde 1416 als Sohn von Ludwig IV. von Lichtenberg und Markgräfin Anna von Baden (1399–1421), einer Tochter des Markgrafen Bernhard I. von Baden, geboren. 1429 heiratete er Gräfin Walpurgis (Walburga) von Mörs und Saarwerden. Sie war eine Tochter von Graf Friedrich IV. von Moers und Engelberta von der Mark. Walpurgis starb 1450. Die Ehe mit Jakob blieb kinderlos.
In der Folgezeit lebte er mit Bärbel von Ottenheim zusammen, der er auch die Führung seines Haushalts übertrug. Bei der engen Verquickung der „staatlichen“ und privaten Aufgaben eines Landesherrn im 15. Jahrhundert bedeutete das automatisch, dass Bärbel von Ottenheim auch einen Teil der Regierungsgeschäfte führte. Mit Bärbel von Ottenheim hatte Jakob zwei Kinder. Beide starben bereits in jungen Jahren.
Die Lebensgemeinschaft zwischen Bärbel von Ottenheim und Jakob belastete die Beziehungen zu seinem jüngeren Bruder, Ludwig V., sowie später zu den designierten Nachfolgern in der Herrschaft, Philipp von Hanau-Babenhausen, verheiratet mit der älteren Tochter Ludwigs V., Anna, und Simon IV. Wecker von Zweibrücken-Bitsch, verheiratet mit der jüngeren, Elisabeth.

## Regierung
Nach einem verlorenen Krieg mit Straßburg legte Ludwig IV. 1429 zugunsten seiner noch unmündigen Söhne die Herrschaft nieder, offiziell wegen „Gemütskrankheit“. Er starb 1434.
Vormund für Jakob und seinen jüngeren Bruder Ludwig wurde bis 1436 Friedrich von Moers-Saarwerden, vermutlich, da verabredet worden war, seine Tochter Walburga und Jakob zu verheiraten.
Nach erlangter Volljährigkeit führte Jakob zusammen mit Ludwig die Regierung über die Herrschaft Lichtenberg. Die Charaktere der Brüder waren sehr unterschiedlich: Jakob interessierte sich – ganz im Geist der Renaissance – für Astronomie und Alchemie. Ludwig dagegen war ein geschickter Taktiker und eine Herrschernatur. In wichtigen Situationen aber konnten sie sich zunächst verständigen, so in der Fehde mit den Leiningern 1450/51 um die Vorherrschaft im Unterelsass, die die Lichtenberger für sich entscheiden konnten. Das Verhältnis aber blieb gespannt. Die Brüder versuchten, sich zu übervorteilen, zu befehden und betrachteten einander argwöhnisch.
1462 kam es zum sogenannten Weiberkrieg von Buchsweiler, einen möglicherweise von Ludwig geschürten Aufstand gegen die Verwaltung des Landes durch Bärbel von Ottenheim. In der Folge musste Jakob hinnehmen, dass sie nach Speyer ausgewiesen wurde.
Um diese Konflikte zu vermeiden, wurden verschiedene Wege eingeschlagen:
- Die Brüder beschlossen 1440 die Realteilung der Herrschaft. In der Praxis aber bestimmte Ludwig die Politik der gesamten Herrschaft, während Jakob sich seinen Studien widmete.
- Jakob versuchte 1463 seine Ländereien unter den Schutz des französischen Königs Ludwig XI. zu stellen, um sich vor Ludwig V. Machtansprüchen zu sichern, was aber folgenlos blieb.
- 1466 schließlich verzichtete Jakob auf seine Hälfte der Grafschaft und erhielt dafür 1000 Gulden jährlich.

Als Ludwig gegen Ende des Jahres 1470 erkrankte, kam es, noch vor Ludwigs Tod am 25. Februar 1471, zu einer Aussöhnung. Jakob war nun nominell wieder im Besitz der gesamten Herrschaft. Faktisch führten aber bereits die Schwiegersöhne Ludwigs V. die Regierung, da Jakob keine erbberechtigten Nachkommen besaß. Lichtenberg fiel nach seinem Tod zu gleichen Teilen an seine Nichten, die beiden Töchter Ludwigs V.

## Standeserhöhung
1458 wurde Jakob von Kaiser Friedrich III. in den Grafenstand erhoben.

## Tod
Jakob überlebte seinen Bruder um neun Jahre. Er starb 1480 nach einem Jagdunfall und wurde in der Jakobskirche zu Reipertswiller begraben, die er eigens zu diesem Zweck hatte renovieren lassen. Vermutlich wollte er zusammen mit Bärbel von Ottenheim und seinen Kindern außerhalb der Familiengrablege der Lichtenberger in der Schlosskapelle bestattet werden. Die beiden Kinder aus der Verbindung liegen ebenfalls in Reipertswiller. Auf das Grab wurde, als Zeichen, dass das Geschlecht im Mannesstamm erloschen war, der zerbrochene Lichtenberger Schild gelegt. Das Grabdenkmal wurde während der Französischen Revolution zerstört.

## Rezeption

### Porträt
Einer Hypothese von Gisela Probst zufolge zeigt ein aus Neuweiler stammendes Glasfenster aus der Zeit um 1490, das heute zum Bestand des Badischen Landesmuseum in Karlsruhe gehört, Jakob von Lichtenberg als von Jakobus dem Älteren gekrönten, knienden Pilger.

### Porträtbüsten

#### Kunstgeschichte
Regionale Berühmtheit erlangten Jakob von Lichtenberg und Bärbel von Ottenheim durch die Darstellung zweier Porträtbüsten der Spätgotik / Frührenaissance von Niclaus Gerhaert van Leyden (1464). Dargestellt sind eine Sibylle sowie als Pendant ein älterer Mann mit wallendem Vollbart – wohl eine Prophetendarstellung. Beide Figuren zierten ursprünglich das Portal der Neuen Kanzlei in Straßburg und schauten aus zwei Fenstern einander zu. Erstmals in Specklins Collectaneen wurde das Paar 1587 als Bärbel und Jakob beschrieben und erlangte eine gewisse Bekanntheit.

#### Erhalt
Die Büsten haben eine bewegte Erhaltungsgeschichte. Sie wurden beim Abbruch des alten Straßburger Rathauses nach der Französischen Revolution in die Straßburger Stadtbibliothek gebracht. Von diesen Halbkörperfiguren existieren heute lediglich Abgüsse aus Gips, die vor 1870 angefertigt worden sein müssen, denn im Deutsch-Französischen Krieg wurde die Straßburger Stadtbibliothek durch preußische Artillerie zerstört. Die Büsten galten als verschollen. Wie sich aber später herausstellte, waren die Köpfe der beiden Büsten im Original erhalten geblieben:
- 1915 wurde der Prophetenkopf in der Sammlung des Hanauer Geschichtsvereins wiederentdeckt. Man hatte den stark ramponierten Kopf bis dahin für die Darstellung eines antiken Satyrn gehalten. Vermutlich hatte ihn ein Soldat aus Hanau nach 1870 in Kenntnis der Verbindung der Herrschaft Lichtenberg zur Grafschaft Hanau-Lichtenberg mitgebracht. Der Verein gab das wertvolle Stück an das Straßburger Museum zurück.
- 20 Jahre später wurde auch der Kopf der Sibylle in der Pfalz wiederentdeckt und vom Städelschen Kunstinstitut in Frankfurt am Main angekauft.[5]

Die Originale befinden sich heute im Musée de l’Œuvre Notre-Dame in Straßburg (Jakob) und im Liebieghaus in Frankfurt (Bärbel). In einer gemeinsamen Ausstellung beider Museen über Niclaus Gerhaert wurden beide Köpfe 2011/2012 erstmals wieder zusammen ausgestellt.